# Seine

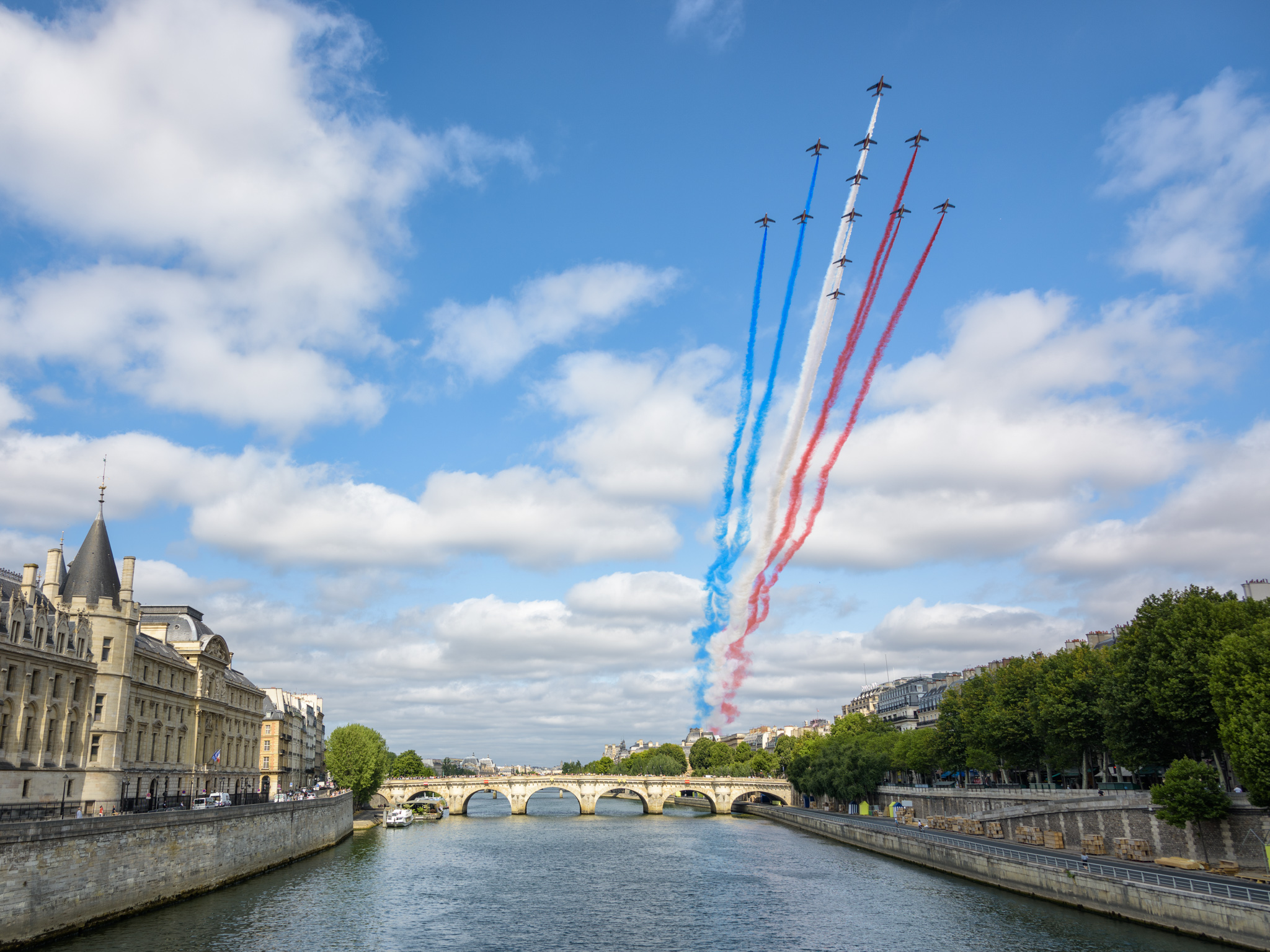
De Seine in Parijs op 14 juli 2015, tijdens de Franse nationale feestdag

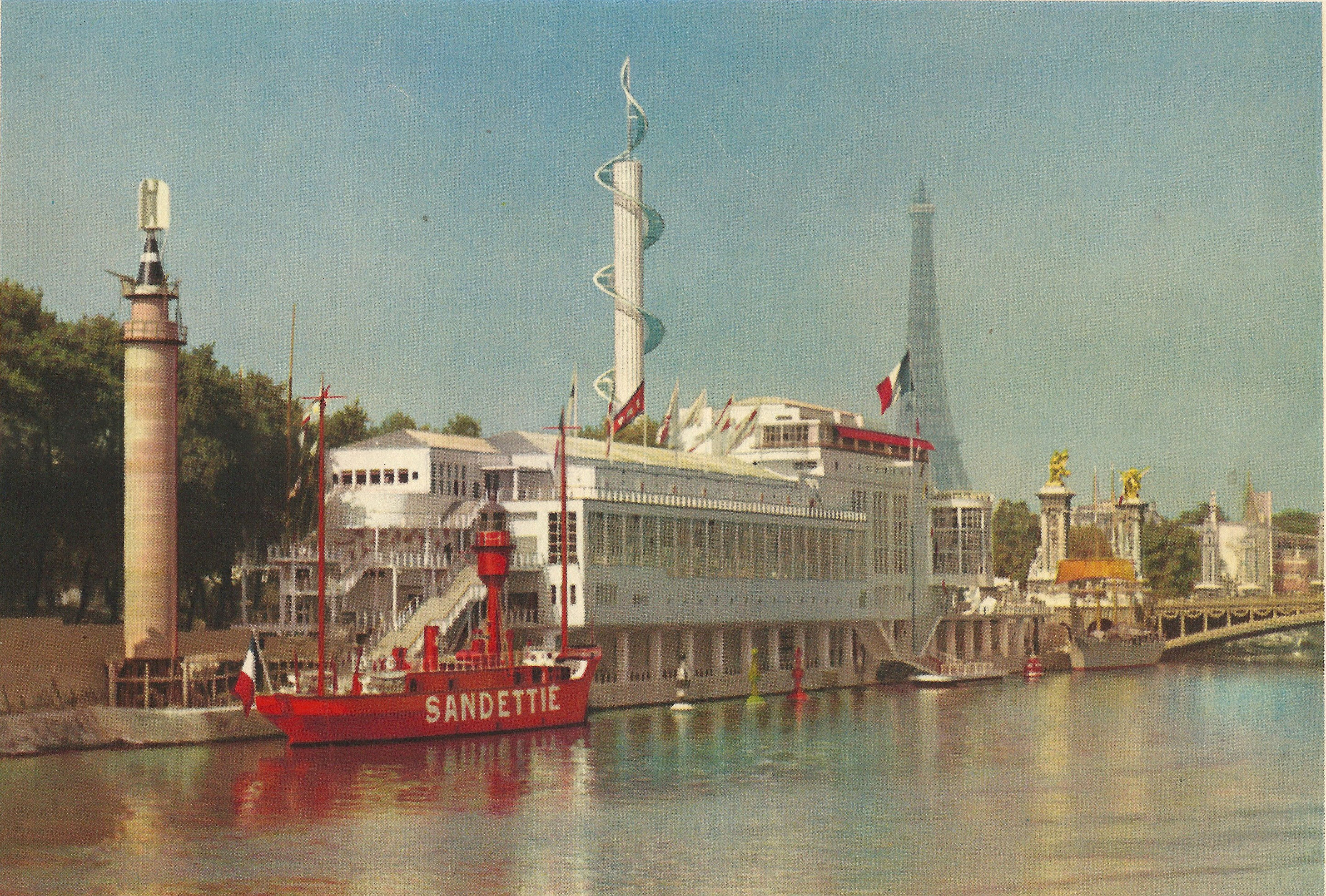
De Seine tijdens de Wereldtentoonstelling van 1937 in Parijs

De Seine is een rivier in Frankrijk. Zij heeft een lengte van 776 km en een stroomgebied van 79.000 km², en ligt bijna geheel binnen Frans grondgebied. De Seine stroomt vanaf het Plateau van Langres via Troyes, Parijs en Rouen. Stroomafwaarts van Parijs stroomt ze sterk meanderend naar de monding bij Le Havre aan Het Kanaal. De voornaamste zijrivieren zijn de Yonne, de Marne en de Oise.

## Stroomgebied
Het stroomgebied van de Seine of Seinebekken beslaat 78.610 km² in het noorden van Frankrijk en 40 km² in het zuiden van België. De Seine en haar zijrivieren wateren dit gebied af naar Het Kanaal. Belangrijke zijrivieren van de Seine zijn de Risle, Eure, Oise, Aisne, Marne, Yonne en Aube. Het stroomgebied grenst aan dat van de Maas in het noordoosten, dat van de Rhône in het zuidoosten en dat van de Loire in het zuidwesten. Samengenomen met de rivieren die rechtstreeks afwateren naar de Normandische kust is het stroomgebied van de Seine het vierde stroomgebied van Frankrijk, na de Rhône en de Middellandse Zeekust, de Loire en Bretagne en de Garonne en Adour.
Bijna een derde van de Franse bevolking woont in het stroomgebied van de Seine, onder andere in de hoofdstad Parijs. In Frankrijk wordt ook gesproken van het bekken van Parijs (bassin parisien), waarmee men niet doelt op het Seinebekken maar enerzijds op het geologisch bekken waar Parijs in ligt en anderzijds op het economische hinterland rondom de hoofdstad.
Het Agence de l'eau Seine-Normandie (AESN) staat in voor het milieubeheer in het bekken.

## Zijrivieren
r = rechteroever, l = linkeroever
- de Aube (r) - 248 km
- de Yonne (l) - 293 km
- de Loing (l) - 166 km
- de Essonne (l) - 90 km
- de Orge (l) - 50 km
- de Yerres (r)- 93,5 km
- de Marne (r) - 525 km
- de Oise (r) - 302 km
- de Epte (r) - 100 km
- de Andelle (r) - 54 km
- de Eure (l) - 225 km
- de Risle (l) - 140 km. Mondt uit in het estuarium van de Seine.

## Departementen en regio's
- Côte-d'Or in Bourgogne-Franche-Comté
- Aube in Grand Est
- Seine-et-Marne, Essonne, Val-de-Marne, Parijs, Hauts-de-Seine en Yvelines in Île-de-France
- Eure en Seine-Maritime in Normandië

## Steden en gemeenten
Steden aan de Seine, met linker- of rechteroever. Bij steden aan beide oevers wordt eerst de oever van het centrum genoemd.
- Troyes (l/r)
- Fontainebleau (l)
- Parijs (r/l)
- Rouen (r/l)
- Le Havre (r)

### Parijs
In het midden van de 20e eeuw werden vier kunstmatige meren langs de Seine aangelegd om Parijs voor overstromingen te behoeden. Het Lac d'Orient in het departement Aube is met 23 km² het grootste van deze meren.
Eeuwenlang baadden de Parijzenaren in de Seine. Maar in 1923 kwam er een zwemverbod, vanwege de stroming, de scheepvaart en de watervervuiling.
In een poging die vervuiling te bagatelliseren, kondigde burgemeester Jacques Chirac begin jaren '90 aan, dat hij persoonlijk een duik in de rivier zou nemen. Het kwam er nooit van. In 2018, toen Parijs de Olympische Spelen van 2024 toegewezen had gekregen en de progressieve Anne Hidalgo burgemeester was geworden, werd het Zwemplan opgesteld, dat de rivier schoon moet krijgen voor de Spelen. En daarna zullen ook de gewone Parijzenaren de rivier weer kunnen gebruiken. 
Op 26 juli 2024 vond op en rond de rivier de Openingsceremonie plaats van de Olympische Spelen. Ook het zwemonderdeel van de triatlon en het openwaterzwemmen vonden in de rivier plaats nadat deze schoon genoeg werd bevonden. Tijdens de Paralympische Spelen vond ook het zwemonderdeel van de paratriatlon hier plaats nadat deze schoon genoeg werd bevonden.
De oevers van de Seine in Parijs staan sinds 1991 op de werelderfgoedlijst van UNESCO. De inschrijving omvat een groot gebied (365 ha) aan beide oevers in het centrum, met vele monumentale gebouwen en parken.

### In gemeentenamen
Gemeenten waarvan de naam naar de rivier verwijst:
- in het departement Côte-d'Or: Aisey-sur-Seine, Bellenod-sur-Seine, Charrey-sur-Seine, Châtillon-sur-Seine, Curtil-Saint-Seine, Nod-sur-Seine, Noiron-sur-Seine, Quemigny-sur-Seine, Sainte-Colombe-sur-Seine, Saint-Germain-Source-Seine, Saint-Marc-sur-Seine, Saint-Seine-en-Bâche, Saint-Seine-l'Abbaye, Saint-Seine-sur-Vingeanne, Villotte-Saint-Seine¨
- in het departement Aube: Bar-sur-Seine, Gyé-sur-Seine, Marnay-sur-Seine, Méry-sur-Seine, Mussy-sur-Seine, Neuville-sur-Seine, Nogent-sur-Seine, Pont-sur-Seine, Romilly-sur-Seine, Saint-Benoît-sur-Seine
- in Seine-et-Marne: Bray-sur-Seine, Champagne-sur-Seine, Châtenay-sur-Seine, Grisy-sur-Seine, Livry-sur-Seine, Marolles-sur-Seine, Le Mée-sur-Seine, Melz-sur-Seine, Mouy-sur-Seine, Noyen-sur-Seine, Passy-sur-Seine, Samois-sur-Seine, Seine-Port, Varennes-sur-Seine, Vernou-la-Celle-sur-Seine, Villiers-sur-Seine, Vulaines-sur-Seine
- in Essonne: Morsang-sur-Seine, Saintry-sur-Seine, Soisy-sur-Seine, Vigneux-sur-Seine
- in Val-de-Marne: Ablon-sur-Seine, Ivry-sur-Seine, Vitry-sur-Seine
- in Hauts-de-Seine: Asnières-sur-Seine, Neuilly-sur-Seine
- in Yvelines: Bonnières-sur-Seine, Carrières-sur-Seine, Croissy-sur-Seine, Flins-sur-Seine, Mézières-sur-Seine, Mézy-sur-Seine, Mousseaux-sur-Seine, Rosny-sur-Seine, Triel-sur-Seine, Vaux-sur-Seine, Verneuil-sur-Seine, Villennes-sur-Seine
- in het departement Eure: Barneville-sur-Seine, Bernières-sur-Seine, Courcelles-sur-Seine, Criquebeuf-sur-Seine, Quillebeuf-sur-Seine, Tournedos-sur-Seine
- in Seine-Maritime: Berville-sur-Seine, Hautot-sur-Seine, La Mailleraye-sur-Seine, Yville-sur-Seine

- Biblioteca Nacional de España: XX5245062
- Bibliothèque nationale de France: cb119582905 (data)
- Gemeinsame Normdatei: 4054330-4
- Library of Congress Control Number: sh85119617
- Nationale Bibliotheek van Letland: 000278621
- MusicBrainz: 0607f049-b41a-44ae-b24a-ff2c99767bb9
- Bibliotheek van het Japanse parlement: 00970894
- Nationale Bibliotheek van Tsjechië: ge594235
- Nationale Bibliotheek van Israël: 987007529413905171
- Système universitaire de documentation: 027571181
- Virtual International Authority File: 315127269
- WorldCat: E39PBJxRGKTRyXvPqgMwfTxxDq